# Ben Old
Benjamin Craig Old (* 13. August 2002 in Auckland) ist ein neuseeländischer Fußballspieler.

## Karriere

### Verein
Von Wellington United kommend, ging es für ihn im Sommer 2019 in die Reservemannschaft von Wellington Phoenix, wo er am 23. November 2019 sein Debüt in der neuseeländischen Liga hatte. Nach der Einführung der National League ging es für ihn für die Saison 2021 zum Farmteam Lower Hutt City AFC und später zurück zur ersten Mannschaft, für die er am 22. Mai 2021 in der A-League bei einem 3:0-Sieg über Western United debütierte. Ab der folgenden Saison stieg er zum Stammspieler auf und erreichte mit seinem Team mehrmals die Finals.
Nach dem Abschluss der Saison 2023/24 verließ er seinen Heimatkontinent erstmals, um sich dem französischen Erstligisten AS Saint-Étienne anzuschließen, bei dem er einen Fünfjahresvertrag unterschrieb. Sein Ligue-1-Debüt bestritt er am 17. August 2024, als er bei einer 0:1-Niederlage gegen die AS Monaco am 1. Spieltag in der Startelf stand und zur 68. Minute für Ayman Aiki ausgewechselt wurde.

### Nationalmannschaft
Mit der neuseeländischen U16/U17 nahm er nach der Ozeanienmeisterschaft 2018 auch an der Weltmeisterschaft 2019 teil, wo er in zwei Partien seiner Mannschaft Spielzeit bekam.
Sein Debüt in der A-Nationalmannschaft gab er am 18. März 2022, wo er bei einem 1:0-Sieg über Papua-Neuguinea in der Qualifikation für die Weltmeisterschaft 2022 in der  67. Minute für Cameron Howieson eingewechselt wurde. Nach einem weiteren Freundschaftsspieleinsatz später im Jahr folgte für ihn nach der Vorbereitung die Teilnahme an der Ozeanienmeisterschaft 2024, wo er nebst seinem ersten Länderspieltor im zweiten Gruppenspiel mit seiner Mannschaft das Turnier gewann. 
Nach ein paar Vorbereitungsspielen im März 2023 mit der U23 wurde er für den Olympiakader der Spiele 2024 in Paris nominiert, kam aber nicht zum Einsatz.